# فسفر-۳۲
فسفر -32 ( ۳۲P) ایزوتوپ پرتوزای فسفر است. هسته فسفر-۳۲ شامل ۱۵ پروتون و ۱۷ نوترون است که یک نوترون بیشتر از رایج ترین ایزوتوپ فسفر، یعنی فسفر-۳۱ است. فسفر-۳۲ فقط در مقادیر کم روی زمین وجود دارد زیرا نیمه عمر آن ۱۴ روز است و بنابراین به سرعت دچار واپاشی می شود.
فسفر در بسیاری از مولکول‌های آلی یافت می شود و بنابراین فسفر-۳۲ کاربردهای زیادی در پزشکی، بیوشیمی و زیست‌شناسی مولکولی دارد. این ایزوتوپ می تواند برای ردیابی مولکول‌های فسفریله‌شده (به عنوان مثال، در روشن کردن مسیرهای متابولیک) و برچسب‌گذاری رادیواکتیو DNA مورد استفاده قرار گیرد.